# Sericia
Sericia is een geslacht van vlinders van de familie spinneruilen (Erebidae), uit de onderfamilie Calpinae.

## Soorten
- S. alix Guenée, 1852
- S. calamistrata Moore, 1883
- S. cymosema Hampson, 1926
- S. diops Walker, 1857
- S. itynx Fabricius, 1787
- S. mutabilis Fabricius, 1794
- S. obalauae Bethune-Baker, 1915
- S. paecila Guenée, 1852
- S. simplex Butler, 1877
- S. spectans Guenée, 1852
- S. strigiformis Robinson, 1975
- S. substruens Walker, 1857
- S. zamis Stoll, 1790